# ارثر عيد الميلاد
ارثر عيد الميلاد (بالإنجليزية: Arthur Christmas)‏ هو فيلم رسوم متحركة CGI بريطاني أمريكي بواسطة سوني بيكتشرز ، وهو فيلم آردمان أنيمشنز الثاني المصنوع بالكامل في CGI. الفيلم من إخراج سارة سميث وإنتاج بيتر لورد من سيناريو سارة سميث وبيتر بينهام. يشمل طاقم الممثلين جيمس مكافوي كبطل الرواية آرثر وجيم برودبنت مثل سانتا كلوز ، وكذلك إيميلدا ستونتون ، وبيل نيغي وهيو لوري مثل ماما كلاوس ، الجد نويل وستيف. تم إصدار الفيلم في دور العرض في 2 ديسمبر 2011 ، في 2D و 3D.

## القصة
آرثر هو ابن سانتا كلوز. يجيب على رسائل الأطفال في مصنع عيد الميلاد السري ، الواقع تحت جليد القطب الشمالي ؛ هناك ، بفضل التكنولوجيا المتطورة وفريق من مليون الجان ، يتم إعداد جولة سانتا على مدار العام . عشية عيد الميلاد ، عندما يبدو أن الجولة قد سارت على ما يرام ، تظل هدية لم يتم تسليمها . الابن الأكبر لسانتا كلوز ليس حزينًا جدًا من هذا الخطأ الصغير ، لكن آرثر لن يتوقف عند هذا الحد . بمساعدة جده ، سانتا كلوز السابق ، ومزلجه القديم من العام الماضي ، سيفعل كل شيء ممكن لجلب هذه الهدية الأخيرة إلى جوين ، الفتاة الصغيرة الإنجليزية المنسية.

## وصلات خارجية
- ارثر عيد الميلاد على موقع IMDb (الإنجليزية)
- ارثر عيد الميلاد على موقع ميتاكريتيك (الإنجليزية)
- ارثر عيد الميلاد على موقع روتن توميتوز (الإنجليزية)
- ارثر عيد الميلاد على موقع نتفليكس (الإنجليزية)
- ارثر عيد الميلاد على موقع قاعدة بيانات الأفلام العربية
- ارثر عيد الميلاد على موقع ألو سيني (الفرنسية)
- ارثر عيد الميلاد على موقع Turner Classic Movies (الإنجليزية)
- ارثر عيد الميلاد على موقع أول موفي (الإنجليزية)
- ارثر عيد الميلاد على موقع بوكس أوفيس موجو (الإنجليزية)
- ارثر عيد الميلاد على موقع فيلمافينيتي (الإسبانية)